# Славянский марш

Титульный лист партитуры прижизненного издания «Славянского марша» П. И. Чайковского

«Славя́нский марш» / «Сербско-русский марш» — оркестровое музыкальное произведение (сочинение № 31 «Славянский марш на народно-славянские темы») русского композитора Петра Ильича Чайковского.
Марш был написан Чайковским в сентябре 1876 года по просьбе дирекции Русского музыкального общества. Сочинение было посвящено борьбе славянских народов Балкан против Османского ига и написано в связи с событиями Русско-турецкой войны. Во время написания музыки, Чайковский называет его «Сербо-русским маршем».
Первое исполнение марша состоялось 5 (17) ноября 1876 года в Москве в симфоническом собрании Русского музыкального общества оркестром под управлением Н. Г. Рубинштейна на концерте в пользу Славянского благотворительного общества. В произведении использованы музыкальные темы, характерные для народной музыки сербов, а также тема гимна Российской Империи — «Боже, Царя храни!».
В советское время музыкальные эпизоды с использованием музыки гимна Российской империи были заменены на хор «Славься» М. И. Глинки. В 1985 году немецкая группа Accept использовала основную тему из «Марша» для вступления к заглавной композиции своего альбома «Metal Heart». Славянский марш в оригинальном виде был возрождён в 1990-м году, когда он был исполнен Российским национальным симфоническим оркестром под управлением Михаила Плетнёва. Впоследствии это произведение стало визитной карточкой оркестра.

## П. И. Чайковский и политика
Традиционно считается, что у Чайковского отсутствуют какие-либо систематизированные взгляды на политику, а из его произведений она затрагивается только в кантате «Москва», где упоминаются определённые проблемы внешней политики России (в их числе, например, панславизм). Так, кандидат искусствоведения Надежда Туманина пишет, что в кантате подчёркивается роль Москвы как центра русского национального государства, показана роль России как «старшего славянского государства», на которое направлены надежды порабощённых славянских народов. Упомянут в тексте даже захваченный турками «престол Константинов в Царьграде», который требует освобождения.
Американский музыковед Роланд Джон Уайли, в своей биографии Чайковского поставил ряд вопросов о политических взглядах композитора, не давая в дальнейшем ответы на них: 

 «Чайковский не был склонен записывать свои мнения… Был ли у него свой взгляд на крепостное право, на революционное движение, или на политическую реформу?... Что означает его восприимчивость к западному искусству, тогда так много фракций в политическом спектре [России] в его дни были антизападными?… Читал ли Чайковский какие-нибудь философские работы Одоевского, его предсказания о закате Запада или его футуристический 4338 год, в котором Великобритания продается на публичных торгах России, а мир делится между Россией и Китаем? Композитор не оставил никакого мнения о Франко-прусской войне, мобилизацию для которой он наблюдал воочию во время поездки в 1870 году. Когда он дирижировал первым исполнением «Сербско-русского марша» в 1876 году, произошел всплеск патриотического энтузиазма, о панславистских последствиях [автор имеет в виду русско-турецкую войну, начавшуюся в 1877 году] которого он не думал. Была ли это оплошность, или Чайковский показывал, что он не был романо-германским ксенофобом? Однако делая вывод о том, что Чайковский был социально-политическим консерватором, нельзя сказать, что его музыка была таковой» — Уайли, Роланд Джон. Чайковский
В современных научных работах, книгах и статьях о жизни П. И. Чайковского тема его политических взглядов всё ещё обходится стороной, оставаясь малоизученной.  Большинство исследователей сфокусировано на его личной жизни или его творчестве.